# Andreas Köss
Andreas Köss, bürgerlich Andreas Köß (* 5. November 1961 in Bremen; † 25. März 2019) war ein deutscher Schauspieler und Sprecher.

## Beruf
Andreas Köss spielte von 1995 bis 1997 in der Daily Soap Unter uns die Rolle des Lars König.
Er war 2002 in der Fernsehserie Die Männer vom K3 – Freier Fall sowie 2003 in Berlin, Berlin – Looking for Beinlich als Arzt zu sehen. In der ZDF-Serie Küstenwache (Götterdämmerung) wirkte er als Kapitänleutnant Bernd Normann mit.
Im Jahr 2005 übernahm Andreas Köss eine Rolle als Notarzt in dem Spielfilm Tsunami.
2010 spielte er den Heiratsschwindler Jan Maria Kron in der Telenovela Anna und die Liebe.

## Filmografie (Auswahl)
- 2010: Anna und die Liebe
- 2007: After Effect
- 2004: Schloß Einstein
- 1999: Dr. Stefan Frank – Der Arzt, dem die Frauen vertrauen – Fesseln der Liebe
- 1995–1997: Unter uns